# Solomon Michoels
Solomon Michajłowicz Michoels, ros. Соломон Михайлович Михоэлс, właściwie Solomon Wowsi (ur. 4 marca?/16 marca 1890 w Dyneburgu, zm. 12 stycznia 1948 w Mińsku) – żydowski aktor, reżyser i pedagog.

## Życiorys
Rozpoczął swoją karierę w żydowskim studiu teatralnym w Piotrogrodzie w 1919. Od 1943 był przewodniczącym Żydowskiego Komitetu Antyfaszystowskiego.
W 1942 wraz z Icykiem Feferem, za aprobatą i pozwoleniem Stalina, wyjechał na siedmiomiesięczną delegację do Anglii, Kanady, Meksyku i USA. Byli entuzjastycznie przyjmowani we wszystkich tych krajach – spotkali się z Albertem Einsteinem, wystąpili w Nowym Jorku przed 47 tysiącami Amerykanów. W efekcie ich wizyty Żydzi amerykańscy przekazali ZSRR środki na zakup 1000 samolotów, 500 czołgów, żywności i odzieży.
Zginął zamordowany na rozkaz Stalina przez funkcjonariuszy MGB w ten sposób, iż został rozjechany przez samochód ciężarowy, a następnie jego ciało porzucono na jednej z ulic w Mińsku, w celu upozorowania wypadku.